# Densitat d'electrons

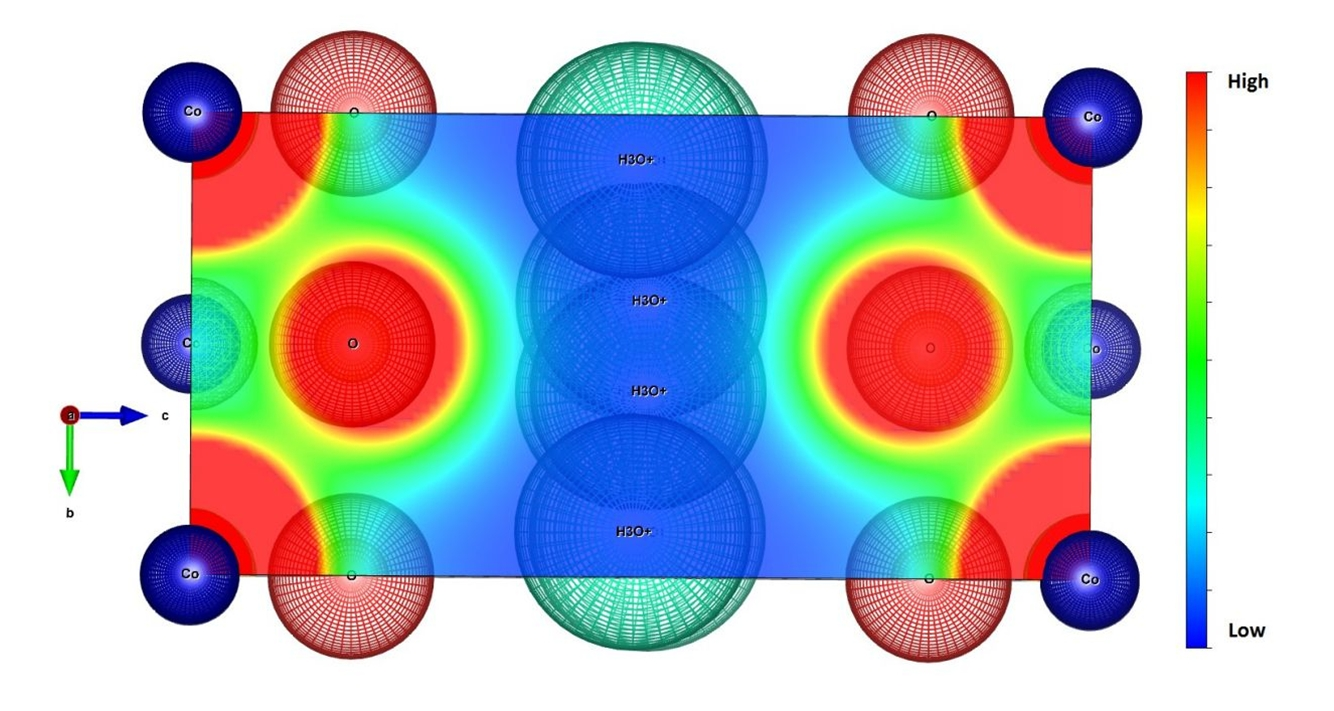
Distribució de la densitat d'electrons i ubicació dels àtoms per a la vista del pla (100), model P'3.

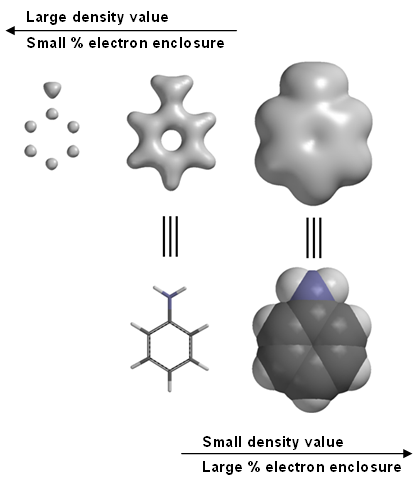
Diferents valors de densitat electrònica per a la molècula anilina.

La densitat electrònica o densitat d'electrons és la mesura de la probabilitat que un electró estigui present en un element infinitesimal de l'espai que envolta qualsevol punt donat. És una quantitat escalar que depèn de tres variables espacials i normalment es denota com qualsevol {\displaystyle \rho ({\textbf {r}})} o {\displaystyle n({\textbf {r}})}. La densitat ve determinada, per definició, pel normalitzat {\displaystyle N} -funció d'ona electrònica de la qual depèn {\displaystyle 4N} les variables ({\textstyle 3N} espacial i {\displaystyle N} coordenades de gir). Per contra, la densitat determina el mòdul de la funció d'ona fins a un factor de fase, proporcionant la base formal de la teoria funcional de la densitat.
Segons la mecànica quàntica, a causa del principi d'incertesa a escala atòmica no es pot predir la ubicació exacta d'un electró, només la probabilitat que es trobi en una posició determinada; per tant, els electrons dels àtoms i les molècules actuen com si estiguessin "tacats" a l'espai. Per als sistemes d'un electró, la densitat d'electrons en qualsevol punt és proporcional a la magnitud quadrada de la funció d'ona.

## Definició[3]
La densitat electrònica corresponent a un normalitzat {\displaystyle N}-Funció d'ona electrònica {\displaystyle \Psi } (amb {\displaystyle {\textbf {r}}} i {\displaystyle s} que denoten variables espacials i de gir respectivament) es defineix com
{\displaystyle \rho (\mathbf {r} )=\langle \Psi |{\hat {\rho }}(\mathbf {r} )|\Psi \rangle ,}
on és l'operador corresponent a la densitat observable
{\displaystyle {\hat {\rho }}(\mathbf {r} )=\sum _{i=1}^{N}\ \delta (\mathbf {r} -\mathbf {r} _{i}).}
Calculant {\displaystyle \rho (\mathbf {r} )} tal com s'ha definit anteriorment podem simplificar l'expressió de la següent manera.
{\displaystyle {\begin{aligned}\rho (\mathbf {r} )&=\sum _{{s}_{1}}\cdots \sum _{{s}_{N}}\int \ \mathrm {d} \mathbf {r} _{1}\ \cdots \int \ \mathrm {d} \mathbf {r} _{N}\ \left(\sum _{i=1}^{N}\delta (\mathbf {r} -\mathbf {r} _{i})\right)|\Psi (\mathbf {r} _{1},s_{1},\mathbf {r} _{2},s_{2},...,\mathbf {r} _{N},s_{N})|^{2}\\&=N\sum _{{s}_{1}}\cdots \sum _{{s}_{N}}\int \ \mathrm {d} \mathbf {r} _{2}\ \cdots \int \ \mathrm {d} \mathbf {r} _{N}\ |\Psi (\mathbf {r} ,s_{1},\mathbf {r} _{2},s_{2},...,\mathbf {r} _{N},s_{N})|^{2}\end{aligned}}}
En paraules: mantenir un sol electró estacionari en posició {\displaystyle {\textbf {r}}} sumem totes les disposicions possibles dels altres electrons. El factor N sorgeix perquè tots els electrons són indistinguibles i, per tant, totes les integrals avaluen el mateix valor.
En les teories funcionals de Hartree-Fock i densitat, la funció d'ona es representa normalment com un únic determinant de Slater construït a partir de {\displaystyle N} orbitals, {\displaystyle \varphi _{k}}, amb les ocupacions corresponents {\displaystyle n_{k}}. En aquestes situacions, la densitat es simplifica a
{\displaystyle \rho (\mathbf {r} )=\sum _{k=1}^{N}n_{k}|\varphi _{k}(\mathbf {r} )|^{2}.}